# Abendländische Bewegung
Die Abendländische Bewegung war eine konservative, stark katholisch geprägte Denkrichtung in der Nachkriegszeit und frühen Bundesrepublik Deutschland, die sich ohne innere Geschlossenheit in mehreren Einrichtungen sammelte. Die Abendländische Akademie München-Eichstätt bot von 1952 bis in die 1960er Jahre das Podium für eine Reihe von intellektuellen Impulsen dieser Bewegung.

## Geschichte
Verfechter dieser Bewegung waren häufig die Herausgeber, Redakteure und Autoren der Zeitschrift Neues Abendland (1946–1958), die Mitglieder der Abendländischen Aktion (gegründet 1951), der Vorstand, das Kuratorium und der Beirat der Abendländischen Akademie München-Eichstätt (gegründet 1952) und des Centre Européen de Documentation et Information (CEDI, gegründet 1952). Sie knüpften dabei an ideelle und personelle Zusammenhänge der Zwischenkriegszeit an. Ein wichtiger Finanzier war der Verleger und Unternehmer Graf Erich von Waldburg-Zeil bis zu seinem Unfalltod 1953, dann sein Sohn Georg von Waldburg-Zeil.
Die erste Tagung der Abendländischen Akademie fand am 6.–10. August 1952 in Eichstätt unter breiter ausländischer Beteiligung vor allem aus Frankreich und Spanien statt. Der spanische Geschichtsphilosoph Francisco Elías de Tejada y Spínola wies dem kommenden abendländischen Reich die Aufgabe weltweiter katholischer Mission zu. Nach dem Eintrag ins Vereinsregister wurde der CSU-Politiker Friedrich August von der Heydte Vorsitzender, Fürst Georg dessen Stellvertreter. Zum Vorstand gehörten der Chefredakteur des Neuen Abendland, der Publizist Helmut Ibach, Protestanten wie der Oldenburger Bischof Wilhelm Stählin sowie der Studienleiter und Philosoph Wolfgang Heilmann, der Münchner Historiker Georg Stadtmüller sowie der Vertrauensmann des Fürsten Georg von Gaupp-Berghausen als Generalsekretär. Über den Vorstand wachte ein Kuratorium, dem Politiker wie Außenminister Heinrich von Brentano, Hans-Joachim von Merkatz, Alois Hundhammer, aber auch Industrielle wie Max Ilgner oder Bischöfe angehörten. Ferner sollte ein umfangreicher, auch international besetzter Beirat die wissenschaftliche Tätigkeit begleiten, in dem sich auch der Schriftsteller Werner Bergengruen, der Kulturphilosoph Max Picard oder der existenzialistische Philosoph Gabriel Marcel einfanden. Einige Arbeitskreise wurden gebildet für übervölkische Ordnung, Recht, Soziales (Heinrich Materlik). Vor allem Otto von Habsburg sollte den abendländischen Kulturraum repräsentieren.
Dem Selbstverständnis einer Elite mit der Mission zur Rettung des christlichen Abendlandes verpflichtet, planten die Träger jener Idee, als Multiplikatoren in Politik(beratung) und Publizistik in die Gesellschaft hineinzuwirken. Laut Vanessa Conzes Forschungen zur deutschen Ideengeschichte des 20. Jahrhunderts bündelten sich in der „abendländischen Bewegung der fünfziger Jahre Katholizismus, Antiliberalismus, Antimodernismus und völkisches Denken von bayerisch-böhmischer Spielart“.
Dass ihnen dies zumindest in den 1950er Jahren noch teilweise gelang, verdeutlicht ein Blick auf die Zusammensetzung von Mitgliedern und Unterstützerkreis. Diesen gehörten neben Adeligen, Publizisten und Wissenschaftlern auch „prominente Vertreter des konservativen, vorwiegend […] katholischen Spektrums“ an, unter ihnen auch „hochrangige Politiker der Union“, wie etwa die Bundesminister Hans-Joachim von Merkatz (als Mitglied) und Heinrich von Brentano (im Kuratorium). Eine Rückkehr zu einer rein katholischen Partei wie der Zentrumspartei wollten diese aber nicht mehr. Vielmehr gelang es Bundeskanzler Adenauer immer mehr, durch seinen autoritären Regierungsstil den Vorwurf fehlender Ordnung im Staat zu zerstreuen. Nach der 1000-Jahr-Feier wegen der Schlacht auf dem Lechfeld in Augsburg 1955 griff der Spiegel die Bewegung in einem Artikel als verfassungsfeindlich an. Im Bundestag griff Helmut Schmidt (SPD) dies auf und stellte das Kuratoriumsmitglied von Brentano, der in Augsburg die Schlussrede gehalten hatte, an den Pranger. Nach einigen Verteidigungsversuchen trat von der Heydte im Februar 1956 zurück. Das Kuratorium distanzierte sich definitiv von der Abendländischen Aktion, eine staatsanwaltschaftliche Untersuchung fand statt. Betroffen waren sogar der Präsident des Bundesgerichtshofs, Hermann Weinkauff (im Kuratorium), und der Präsident des Bundesverfassungsgerichtes, Josef Wintrich. Am Ende fielen die geplanten Jahrestagungen nach 1956 aus und die Zeitschrift wurde 1958 eingestellt. Die Akademie verlagerte sich auf die Pflege internationaler Beziehungen, insbesondere zu Spanien unter Franco.
Im November 1958 wählte in München eine Mitgliederversammlung der Abendländischen Akademie den ehemaligen Reichsminister Walter von Keudell, Hans Hutter, Oberbürgermeister von Eichstätt, und Alois Graf von Waldburg-Zeil als Vorstand. Die interkonfessionelle Ausrichtung wurde stärker betont durch neue Mitglieder wie Karl Forster, Direktor der Katholischen Akademie in Bayern, und Hans Schomerus, Leiter der Evangelischen Akademie in Baden (Axel Schildt, S. 77). Von 1960 bis 1963 fanden noch einmal unter dem neuen Studienleiter Walter Werr Jahrestagungen mit einem offeneren Referentenkreis statt, die vielfach bereits den progressiven Geist des Vaticanums II aufwiesen. Da aber letztlich keine breitere Wirkung erzielt wurde, verpuffte die Bewegung in den 1960er Jahren bis auf geringe Reste.

## Ideen
Nach den Vorstellungen der Bewegung beruhe das abendländische Gedankengebäude auf acht tragenden Säulen, von denen zwei, die Rückbesinnung auf Mitteleuropa und das Alte Reich und das Mittelalter, die Vergangenheit legitimatorisch in Dienst nehmen sollten, drei weitere – die Beschwörung christlicher Werte, abendländischer Kultureinheit, der Föderalismus – die Brücke zur Gegenwart schlugen und drei weitere – Antitotalitarismus bzw. Antikommunismus, Antiliberalismus sowie Antiamerikanismus – die politischen Ziele definierten. Für den Westkurs der Regierung Adenauers hatten die Vertreter einerseits Verständnis als Rückkehr zu den karolingischen Anfängen, andererseits misstrauten sie der US-Kultur und sahen u. a. in US-Filmen „unsittliche Gefahren“. Die Ständestaat-Regierungen in Spanien unter Franco und Portugal mit Salazar galten als Vorbild einer staatlichen Gesellschaftsordnung. Sehr konkret befürworteten viele die Wiedereinführung der Todesstrafe.

## Personen
Der Spiegel druckte am 10. August 1955 eine Liste der prominenten Mitglieder der „Abendländischen  Akademie“ und ihrer Organe ab:
Adelige
- Eberhard Fürst von Urach (1907–1969)
- Erich von Waldburg-Zeil (1899–1953), deutscher Unternehmer und Großgrundbesitzer
- Georg Fürst von Waldburg zu Zeil und Trauchburg (1928–2015), Verleger der Zeitschrift „Neues Abendland“, stellvertretender Vorsitzender der Akademie
- Elimar Freiherr von Fürstenberg (1910–1981), ehemals MdB, Bayernpartei
- Friedrich August Freiherr von der Heydte (1907–1994), Professor für Staats- und Völkerrecht in Würzburg, Vorsitzender der Akademie
- Ritter Georg von Gaupp-Berghausen (1918–1985), Generalsekretär der Akademie
- Heinrich von Brentano (1904–1964), Bundesaußenminister, CDU
- Hans-Joachim von Merkatz (1905–1982), Bundesratsminister, DP
- Rudolf Lodgman von Auen (1877–1962), Vorsitzender  des  Verbandes  der Landsmannschaften
- Hasso von Manteuffel (1897–1978), Panzer-General a. D. und MdB (FDP)
- Walter von Keudell (1884–1973), Reichsminister a. D.
- Erik von Kuehnelt-Leddihn (1909–1999), österreichischer Publizist und Universalgelehrter

Bürgerliche
- Theodor Oberländer (1905–1998), Bundesvertriebenenminister
- Franz-Josef Wuermeling (1900–1986), Bundesfamilienminister (CDU)
- Heinrich Hellwege (1908–1991), Ministerpräsident von Niedersachsen
- Friedrich Holzapfel (1900–1969), Gesandter in Bern
- Heinrich Weitz (1890–1962), Präsident des Deutschen Roten Kreuzes
- Adolf Süsterhenn (1905–1974), Präsident des Verfassungsgerichtshof von Rheinland-Pfalz, ehemaliger CDU-Abgeordneter im Parlamentarischen Rat
- Richard Jaeger (1913–1998),  Vizepräsident  des  Bundestages (CSU), früherer Oberbürgermeister von Eichstätt
- Hans Schuberth (1897–1976), Bundespostminister a. D., MdB (CSU)
- Hermann  Pünder (1888–1976), CDU-MdB, früherer Oberdirektor der Frankfurter Wirtschaftsverwaltung (Bizone/Trizone)
- Alois Hundhammer (1900–1974), Präsident des bayerischen Landtags a. D. (CSU)
- Gerhard Kroll (1910–1963), Politiker (CSU)
- Wolfgang Heilmann (1913–1992), Philosoph
- Georg Stadtmüller (1909–1985),  Historiker und Byzantinist
- Helmut Ibach (1912–1996), Historiker, Journalist und Publizist

Geistliche
- Lorenz Kardinal Jaeger (1892–1975), Erzbischof von Paderborn
- Joseph Schröffer (1903–1983), Bischof von Eichstätt
- Hugo Lang (1892–1967), OSB, Abt von St. Bonifaz und Andechs
- Basilius Ebel (1896–1968), OSB, Abt von Maria Laach
- Prälat Michael Schmaus (1897–1993), Dogmatikprofessor an der Universität München
- Wilhelm Stählin (1883–1975), Landesbischof der Evangelisch-Lutherischen Kirche in Oldenburg
- Karl Bernhard Ritter (1890–1968), evangelischer Theologe und Politiker
- Hans Asmussen (1898–1968), Propst der Evangelisch-Lutherischen Landeskirche Schleswig-Holsteins in Kiel
- Hans Dombois (1907–1997), evangelischer Kirchenrechtler
- Pater Gilbert Corman

Regelmäßige Tagungsteilnehmer waren außerdem
- Otto von Habsburg (1912–2011), Präsident des Europäischen Dokumentationszentrums
- Prinz Bernhard von Preußen (?)

## Publikationen
- Neues Abendland. Zeitschrift für Politik, Kultur und Geschichte. Hrsg. von Johann Wilhelm Naumann. Augsburg: Johann Wilhelm Naumann Verlag 1946–1951. 1951–1958 hrsg. von Gerhard Kroll und im Verlag Neues Abendland. 1958 wurde die Zeitschrift wegen zu wenig Lesern eingestellt.
- Gerhard Kroll: Grundlagen abendländischer Kultur – Das Manifest der Abendländischen Aktion, Verlag Neues Abendland, München 1951.
- Gerhard Kroll: Das Ordnungsbild der Abendländischen Aktion, Verlag Neues Abendland, München 1953.
- Das europäische Erbe in der heutigen Welt. Beiträge von Raimondo Panikkar u. a., Abendländische Akademie, Nürnberg 1963.